# Quintus Fabius Maximus Verrucosus
Quintus Fabius Maximus Verrucosus (ca. 280 – 203 f.Kr.), tilnavnet Cunctator, var en romersk statsmand og general, som levede i det tredje århundrede f.Kr. Han var konsul fem gange (i 233, 228, 215, 214 og 209 f.Kr.) og blev udnævnt til diktator i 221 og 217 f.Kr. Han var censor i 230 f.Kr. Hans agnomen, Cunctator, som normalt oversættes med "udsætteren", refererer til den strategi (opkaldt efter ham: Fabiansk strategi), han anvende mod Hannibals hær under den Anden Puniske Krig. Over for en fremragende kommandant med overlegne tropper, forfulgte Fabius en dengang ny strategi, hvor han målrettet angreb Hannibals forsyningslinjer og kun var villig til at gå i kamp, når betingelserne var særlig gunstige. Denne strategi stod i kontrast til en strategi, hvor man risikerede hele ens hær ved direkte at konfrontere Hannibal. Som et resultat af denne strategi betragtes han som ophavsmanden til mange taktikker, der bruges i guerillakrigsførelse. Romerne var dog ikke imponerede over Fabius' defensive strategi, da de anså denne strategi som værende uværdig.

## Begyndelse
Født i Rom i ca. 280 f.Kr. var Fabius en efterkommer af den gamle patricier-slægt, gens Fabia. Han var søn eller barnebarn af Quintus Fabius Maximus Gurges – som flere gange blev valgt som konsul og princeps senatus – og barnebarn eller oldebarn af Quintus Fabius Maximus Rullianus, som var en helt fra Samnitterkrigene og – ligesom Verrucosus – blev valgt fem gange som konsul, såvel som diktator og censor. Mange af hans tidligere forfædre havde ligeledes været konsuler. Hans cognomen, Verrucosus, eller "vorte", formodes at skelne ham fra andre medlemmer af hans familie, afledt af en vorte på hans overlæbe.
I henhold til Plutarch besad Fabius et mildt temperament og var en langsom taler. Som barn havde han svært ved at lære, dyrkede sport med andre børn og virkede underdanig i sit samspil med andre. Disse karaktertræk blev af dem, der kendte ham overfladisk, opfattet som tegn på mindreværd. Men i henhold til Plutarch kom disse karaktertræk fra Fabius' stabilitet, storhed i sit sind og løve-lignende temperament. Da han nåede voksenalderen og blev vækket af det aktive liv, gjorde hans dyder sig gældende. Som følge heraf blev hans mangel på energi, der blev udvist i hans tidligere år, afsløret som et resultat af en mangel på lidenskab, og hans langsommelighed blev anerkendt som et tegn på forsigtighed og fasthed.
I 265 f.Kr., mens han stadig var ung, blev Fabius indviet som augur. Det er uvist, om han deltog i den Første Puniske Krig, der blev kæmpet mellem den Romerske Republik og Karthago fra 264 til 241 f.Kr. Fabius' politiske karriere begyndte i årene efter denne krig. Han var sandsynligvis kvæstor i 237 eller 236 f.Kr., og curule ædil omkring 235 f.Kr. Under sit første konsulskab, i 233 f.Kr., blev Fabius tildelt en triumf for sin sejr over ligurerne, som han besejrede og drev tilbage over Alperne. Han var censor i 230 f.Kr., og blev derefter udnævnt konsul for anden gang i 228 f.Kr. Det er muligt, at han besad embedet som diktator for første gang omkring dette tidspunkt. I henhold til Livius var Fabius' embedsperiode som diktator i 217 f.Kr. hans anden periode i det embede, hvor Gajus Flaminius var hans stedfortræder og magister equitum i den første periode. Plutarch antyder dog, at Flaminius i stedet var stedfortræder for Marcus Minucius Rufus – formentlig Fabius' store politiske rival, som senere tjente som stedfortræder for Fabius selv (se efterfølgende afsnit).
I henhold til Livius deltog Fabius i 218 f.Kr. i en rejse til Karthago, der var sendt for at opkræve erstatning for erobringen af den angiveligt neutrale by Saguntum i Spanien. Fabius krævede derefter, at Hannibal og hans officerer ville blive overgivet til romersk varetægt. Det karthagiske senat nægtede, og Fabius holdt to ender op af sin toga, den ene stod for fred, den anden for krig. Han lod det karthagiske senat vælge, men de insisterede på, at Fabius skulle bestemme. Efter at delegationen havde modtaget karthagernes svar, var det Fabius selv, der under henvendelse til det karthagiske senat udstedte en formel krigserklæring til Karthago. Dio Cassius, efterfulgt af Zonaras, benævner dog denne person Marcus Fabius, og antyder derfor, at det var hans Fabius' fætter, Marcus Fabius Buteo, der udstedte krigserklæringen mod karthagerne.

## Diktator under den Anden Puniske Krig
Da konsulen Tiberius Sempronius Longus blev besejret i Slaget ved Trebia i december 218 f.Kr., rådede Fabius romerne til at afvente og nægte Hannibal enhver mulighed for en generel konfrontation. I stedet skulle romerne, i henhold til Fabius, lade invasionen ebbe ud, ved at nægte Hannibal forsyninger samtidig med at de sikrede, at deres italienske allierede (socii) blev støttet og beskyttet. Konsul Gajus Flaminius var dog imod dette og besluttede i stedet at slutte sig til sin medkonsul Gnæus Servilius Geminus og konfrontere Hannibal i det centrale Italien. Flaminius' plan fik en katastrofal afslutning, da han blev dræbt under det katastrofale romerske nederlag ved Slaget ved Trasimenosøen i 217 f.Kr., hvilket afstedkom at der blev spredt panik i Rom.
Med konsulernes hære tilintetgjort i disse to store slag (dele af Geminus' hær blev dræbt umiddelbart efter Slaget ved Trasimenosøen) – og Hannibal samtidig nærmede sig Roms porte – frygtede romerne den forestående ødelæggelse af deres by. Senatet i Rom besluttede derfor at udnævne en diktator og valgte Fabius til rollen – muligvis for anden gang, skønt kilder virker til at modstride, hvorvidt han tidligere var blevet udnævnt. Fabius blev valgt delvist på grund af hans høje alder og erfaring. Han fik dog ikke lov til at udnævne sin egen magister equitum – i stedet valgte romerne en af Fabius' politisk modstander, Marcus Minucius.
Fabius søgte straks at berolige det romerske folk ved at positionere sig selv som en stærk diktator i en situation, som blev betragtet som den værste i romersk historie. Han bad Senatet om om tilladelse til at ride til hest, hvilket diktatorer normalt ikke havde lov til. Han omgav sig selv med hele 24 liktorer og beordrede den overlevende konsul, Geminus, til at afskedige sine liktorer (som en anerkendelse af diktatorens autoritet) og at præsentere sig selv for Fabius som en privat borger.
Plutarch fortæller, at Fabius mente, at katastrofen ved Trasimenosøen til dels skyldtes det faktum, at guderne var blevet forsømt. Før det slag var der blevet set en række varsler, herunder flere lyn, som Fabius havde troet var advarsler fra guderne. Han havde advaret Flaminius om dette, men Flaminius havde ignoreret advarslerne. Derfor søgte Fabius, som diktator, at behage guderne. Han beordrede et massivt offer af hele høsten fra den næste høstsæson i hele Italien – især af køer, geder, svin og får. Derudover beordrede han, at musikalske festligheder skulle fejres, og bad derefter sine medborgere om at bruge præcist et beløb på 333 sestertii og 333 denarer. Plutarch er ikke sikker på præcis, hvordan Fabius kom frem til dette tal, selvom han mener, at det var for at ære perfektionen af tallet tre, da det er det første af de ulige tal og et af de første primtal. Det vides ikke, om Fabius virkelig troede på, at disse handlinger havde vundet guderne over på den romerske side, selvom handlingerne sandsynligvis (efter hensigten) overbeviste den gennemsnitlige romer om, at guderne endelig var blevet genvundet.

### Fabiansk strategi
Fabius respekterede Hannibals militære geni og nægtede derfor at bekrige ham direkte i kamp. I stedet holdt han sine tropper tæt på Hannibal i håb om at udmatte ham i en lang udmattelseskrig. Fabius var i stand til at chikanere de karthagiske parter, begrænsede Hannibals evne til at skabe ødelæggelse, mens han bevarede sin egen militærstyrke, og implementerede en "brændt jord"-praksis for at forhindre Hannibals styrker i at skaffe korn og andre ressourcer.
Romerne var ikke imponerede over denne defensive strategi og gav først Fabius sit tilnavn Cunctator ("udsætteren") som en fornærmelse. Strategien blev delvist ødelagt på grund af manglende sammenhold i den romerske hærs kommando, da Fabius' magister equitum – Minucius – var en politisk modstander af Fabius. På et tidspunkt blev Fabius tilkaldt af præsterne til at hjælpe med at ofre, hvilket afstedkom at Fabius var nødsaget til at overlade kommandoen over hæren til Minucius, mens han var fraværende. Fabius havde instrueret Minucius i ikke at angribe Hannibal i hans fravær, men Minucius adlød ikke ordren og angreb alligevel.
Angrebet – selvom det ikke havde nogen strategisk værdi – resulterede i, at flere af Hannibals enheder trak sig tilbage, hvilket fik det romerske folk til at tro – desperat efter gode nyheder – at Minucius var en helt. Da Fabius hørte dette, blev han rasende, og som diktator kunne han have beordret Minucius' henrettelse for hans ulydighed. En af de plebejiske tribuner (hovedrepræsentanter for folket) for året, Metilius, var en støtter af Minucius, og som følge heraf bruge han sin magt til at hjælpe Minucius. De plebejiske tribuner var de eneste magistrater, der var uafhængige af diktatoren, og derfor var Minucius relativt sikker med deres beskyttelse. Plutarch udtaler, at Metilius "modigt henvendte sig til folket på vegne af Minucius", og fik Minucius tildelt beføjelser svarende til Fabius'. Med dette mener Plutarch formentlig, at Metilius – som en plebejertribun – havde fået plebejerforsamlingen (en folkeforsamling), som kun tribuner kunne præsidere over, til at tildele Minucius kvasi-diktatoriske beføjelser.
Fabius forsøgte ikke at bekæmpe forfremmelsen af Minucius, men besluttede snarere at vente, indtil Minucius' rastløshed fik ham til at løbe hovedkulds ind i en eller anden katastrofe. Han indså, hvad der ville ske, når Minucius blev besejret i kamp af Hannibal. Det siges, at Fabius mindede Minucius om, at det var Hannibal, og ikke ham, der var fjenden. Minucius foreslog, at de skulle dele kontrolen over hæren, hvor kommandoen roterede mellem de to hver anden dag. Fabius afviste dette, og lod i stedet Minucius kommandere halvdelen af hæren, mens han kommanderede den anden halvdel. Minucius hævdede åbent, at Fabius var fej, fordi han undlod at konfrontere de karthagiske styrker.
I nærheden af Larinum i Samnium havde Hannibal taget stilling i en by kaldet Geronium. I optakten til slaget ved Geronium besluttede Minucius at lave et bredt frontalangreb på Hannibals tropper i dalen mellem Larinum og Geronium. Flere tusinde mænd var involveret på begge sider. Det så ud til, at de romerske tropper vandt, men Hannibal havde sat en fælde, hvilket afstedkom at de romerske tropper blev slagtet. Da Fabius så Minucius' hærs falde i et baghold, råbte han "O Hercules! hvor meget tidligere end jeg havde forventet, skønt senere end han så ud til at ønske, har Minucius ødelagt sig selv!" Da Fabius beordrede sin hær til at deltage i slaget og komme deres romerske medborgere til undsætning, udbrød Fabius "vi må skynde os at redde Minucius, som er en tapper mand og elsker sit land."
Fabius skyndte sig at hjælpe sin medkommandant, og Hannibals styrker trak sig straks tilbage. Efter slaget var der en følelse af, at der ville blive konflikt mellem Minucius og Fabius; dog marcherede den yngre soldat sine mænd til Fabius' lejr og det siges, at han sagde: "Min far gav mig livet. I dag reddede du mit liv. Du er min anden far. Jeg anerkender dine overlegne evner som kommandør." Da Fabius' periode som diktator sluttede, blev den konsulære regering genoprettet, og Gnaeus Servilius Geminus og Marcus Atilius Regulus overtog embedet som konsuler for resten af året.
Fabius' strategi, som engang var blevet set ned på, affandt efterfølgende mere respekt. Det siges – hævder Plutarch – at selv Hannibal erkendte og frygtede den fabianske strategi og de nærmest uendelig mængder af romerske soldater. Efter at Fabius lokkede ham væk fra Apulien ind i det bruttiske område og derefter fortsatte med at belejre Tarentum i 209 f.Kr., bemærkede Hannibal: "Det ser ud til, at romerne har fundet en anden Hannibal, for vi har mistet Tarentum på samme måde, som vi tog den."

## Efter hans tid som diktator
Kort efter at Fabius havde nedlagt sit diktator-embede, blev Gaius Terentius Varro og Lucius Aemilius Paullus valgt som konsuler. De samlede folket gennem forsamlingerne og vandt deres støtte til Varros plan om at opgive Fabius' strategi og konfrontere Hannibal direkte. At Varros var overilet overraskede ikke Fabius, men da Fabius hørte om størrelsen af den hær (80.000 soldater), som Varro havde rejst, blev han ret bekymret. I modsætning til de tab, som var blevet lidt af Minucius, ville et potentielt nederlag til Varro medføre så store tab af soldater, at Rom måske ikke havde yderligere ressourcer til at fortsætte krigen. Fabius havde advaret den anden konsul for året, Aemilius Paullus, for at sikre sig, at Varro forblev ude af stand til at konfrontere Hannibal direkte. I henhold til Plutarch havde Paullus besvaret denne advarsel fra Fabius med, at han frygtede stemmerne i Rom mere end Hannibals hær.
Da beskeden nåede Rom om det katastrofale romerske nederlag under Varro og Paullus i forbindelse med Slaget ved Cannae i 216 f.Kr., henvendte Senatet og Roms folk sig til Fabius for at få vejledning. De havde før troet, at hans strategi var mangelfuld, men nu troede de, at han var lige så klog som guderne. Han gik på gaderne i Rom, forvisset om en eventuel romersk sejr, i et forsøg på at trøste sine romerske medborgere. Uden hans støtte ville Senatet måske have været for bange til overhovedet at mødes. Han placerede vagter ved byens porte for at forhindre de skræmte romere i at flygte og regulerede aktiviteter forbundet med sorg. Han fastlagde i denne forbindelser tidspunkter og steder, hvor denne sorg kunne finde sted og beordrede, at hver familie skulle udføre sådanne helligholdelser inden for deres egne private mure, og at sorgen skulle være færdiggjort inden for en måned; efter afslutningen af disse sørgeritualer blev hele byen renset for sin blodskyld i dødsfaldene. Selvom han ikke igen besad embedet som diktator (det blev givet til andre over ham), så fungerede han som en uofficiel diktator på dette tidspunkt, idet alle de foranstaltninger han foreslog straks blev vedtaget.

### Hæder og død
Cunctator blev efterfølgende en ærestitel, og hans udsættelses-taktik blev fulgt i Italien i resten af krigen. Fabius' egen militære succes var lille, bortset fra generobringen af Tarentum i 209 f.Kr. For denne sejr – fortæller Plutarch – at han blev tildelt yderligere en triumf (hans anden), som var endnu mere pompøs end den første. Da Marcus Livius Macatus – guvernøren i Tarentum – udråbte, at han havde genvundet byen, sagde Fabius: "Hvis du ikke havde mistet den, ville jeg aldrig have taget den tilbage." Efter at have tjent som diktator tjente han som konsul to gange mere (i 215 f.Kr. og 214 f.Kr.), og for femte gang i 209 f.Kr. I henhold til Gaius Stern (som citerer Livius vedrørende Fabius) var Fabius også augur (i en meget ung alder) og pontifex, men aldrig pontifex maximus.
I Senatet modarbejdede Fabius den unge og ambitiøse Scipio Africanus, som ville føre krigen til Afrika og Karthago. Fabius fortsatte med at argumentere for, at det var for farligt at konfrontere Hannibal direkte. Scipio planlagde dog at tage romerske styrker til selve Karthago og tvinge Hannibal til at vende tilbage til Afrika for at forsvare byen. Scipio fik til sidst en (begrænset) godkendelse til dette, på trods af konstant modstand fra Fabius, som blokerede midler og begrænsede Scipios adgang til tropper. Fabius ønskede at sikre, at der var tilstrækkelige styrker tilbage til at forsvare det romerske territorium, i tilfælde af at Scipio blev besejret. Et andet motiv, som nævnes af Plutarch, var personlig jalousi over Scipios popularitet, hvilket afstedkom at Fabius vedblev med at argumentere imod den afrikanske ekspedition – selv efter dens indledende succeser. Fabius blev alvorligt syg og døde i 203 f.Kr. – kort efter Hannibals hær havde forladt Italien, men inden den endelige romerske sejr i forbinde med Slaget ved Zama, hvor Scipio besejrede Hannibal.

## Eftermæle
Senere blev han en legendarisk figur og modellen for en stærk, modig romer, og blev tildelt den ærefulde titel "Roms skjold" (tilsvarende til Marcus Claudius Marcellus, der blev udnævnt til "Roms sværd"). Ennius beskrev Fabius, som: unus homo nobis cunctando restituit rem ("en mand, ved at forsinke, genoprettede staten til os"). Virgil, i Æneiden, lader Aeneas' far Anchises benævne Fabius Maximus, mens han var i Hades som den største af de mange store Fabii. Mens Hannibal nævnes i selskab med historiens største generaler, har militære fagfolk skænket Fabius' navn til en hel strategisk doktrin kendt som "Fabiansk strategi", og George Washington er blevet kaldt "den amerikanske Fabius". Mikhail Kutuzov er ligeledes blevet kaldt "den russiske Fabius" for sin strategi mod Napoleon.
Den italiske fyrstefamilie Massimo stammer, i henhold til sin legende, fra Fabius Maximus.

## Fodnoter
1. ↑  Livius identificerer Verrucosus som søn af Gurges og barnebarn af Rullianus, men Plinius den Ældre og Plutark kalder ham Rullianus' oldebarn. Moderne forskere antager, at han sandsynligvis var barnebarn af Gurges, selvom hans fars identitet i dette tilfælde er usikker. Han var sandsynligvis søn af enten Quintus Fabius Maximus Gurges, som var konsul i 265 f.Kr., eller af Quintus Fabius, der var curule ædil i 267 f.Kr.. Traditionelt er Gurges, der var konsul i 265 f.Kr., blevet betragtet som den samme mand, som havde været konsul for første gang i 292 og atter i 276 f.Kr., i hvilket tilfælde Livius kan have haft ret; men nogle forskere mener, at Gurges, der var konsul i 265 f.Kr., var søn af konsulen i 292 og 276 f.Kr.; ædilen i 267 f.Kr. kan have været hans bror eller en anden slægtning.

### Primære kilder
- Fabius, af Plutarch

### Sekundære kilder
- Encyclopædia Britannica, Fabius Maximus Cunctator
- Plutarch Makers of Rome oversat af Ian Scott-Kilvert 1965, Penguin Books, London[ISBN mangler]
- Livy The War with Hannibal oversat af Aubrey de Selincourt 1974, Penguin Books, London[ISBN mangler]
- De Beer, Sir Gavin (1969). Hannibal Challenging Rome's Supremacy. New York: Viking Press.
- Lamb, Harold (1958). Hannibal: One Man Against Rome. New York: Doubleday.
- McCall, Jeremiah (2018). Clan Fabius, Defenders of Rome: A History of the Republic's Most Illustrious Family. Barnslet: Pen and Sword. ISBN 1473885612.
- Scullard, H. H. (1981). Roman politics: 220–150 BC. Westport, CT: Greenwood Press. ISBN 0-313-23296-2.